# Jeremiah Horrocks
Jeremiah Horrocks (1618 Liverpool – 3. ledna 1641), někdy uváděný jako Jeremiah Horrox (latinizovaná verze), byl anglický astronom. Byl první, kdo prokázal, že se Měsíc pohybuje kolem Země na eliptické oběžné dráze; a byl jediný, kdo předpověděl přechod Venuše z roku 1639. Tuto událost také on a jeho přítel William Crabtree jako jediní pozorovali a zaznamenávali.
Horrocksova předčasná smrt a chaos anglické občanské války málem vyústil ve vědeckou ztrátu jeho pojednání o přechodu Venuše, Venus in sole visa. Pro něj a pro své další práce je uznáván jako jeden ze zakladatelů britské astronomie.